# František Sláma
František Sláma (Herálec, Moravska, 19. studenog 1923. – Říčany, 5. svibnja 2004.) bio je poznati češki violist i violončelist na području klasične i komorne glazbe.

## Životopis

### Glazbena karijera
Sláma je rođen 19. studenog 1923. u mjestu Herálec, podno Bohemijsko-moravskog visočja. Do svoje osamnaeste godine radio je u kamenolomu, kada nakon susreta s glazbenim predagogom Karelom Pravoslavom Sádlom, odlučuje promijeniti svoj život. U želji da postane glazbenik podupro ga je i sam Sádlo, koji ga je 1941. godine upisao na Praški konzervatorij. Tamo je do 1948. učio je violončelo u klasi svoga upisatelja i komornu glazbu kod profesora Václava Talicha. Od 1948. do 1952. svoje glazbeno obrazovanje nastavio je na Glazbenoj akademiji u Pragu. Za to vrijeme več je bio član Češke filharmonije, u kojoj je svirao sve do 1981.
Poznati dirigent Václav Talich ohrabrio ga je, zajedno s Milanom Munclingerom, da iskoristi svoj entuzijazam za komornu glazbu i da se okuša i u vođenju komornih orkestara, što je sljedećih 45 godina Sláma i radio. 1946. bio je osnivatelj Talichovog komornog orkestra. Od 1953. do 1976. svirao violu da gambu u komornom sastavu Pro Arte Antiqua, koji je izvodio djela srednjovjekovne i renesansne glazbe. Istovremeno, 1954. postaje član baroknog ansambla Ars Redidiva, koji se zalagao za popularizaciju barokne glazbe (po uzoru na njega nastao je i Hrvatski barokni ansambl), a u njemu je svirao sve do 1997. godine. S navedenim ansamblima Sláma je osvojio i brojne nagrade, ali i premijerno izvodio suvremene skladbe (npr. Ilja Hurník,  Sonata da camera i Jan Tausinger, Evocations).

### Pedagogija i publicistika
Od sedamdesetih bio je profesor na Praškom konzervatoriju. Napisao je nekoliko knjiga i mnoštvo članaka o tadašnjim češkim glazbenim umjetnicima. Surađivao je i s Češki radijom, gdje je bio suradnik na glazbenim emisijama. 2001. objavio je knjigu Z Herálce do Šangrilá a zase nazpátek, u kojoj opisuje zbivanja na češkoj glazbenoj sceni od četrdesetih sve do devedesetih god. XX. st.. U knjizi je opisao ili spomenuo brojne skladatelje, dirigente i pedagoge, ukjlučujući i Václava Talicha, Johna Barbirollia, Andréa Cluytensa, Herberta von Karajana, Ericha Kleibera, Otta Klemperera, Rafaela Kubelíka, Charlesa Mackerrasa, Lovru pl. Matačića, Antonia Pedrottia, Rozhdestvensky, Wolfganga Sawallischa, Leopolda Stokowskog i mnoge druge. Svoj arhiv, u kojem se nalazi 5000 negativa fotografija i više od 150 sati zvučnih zapisa i snimaka Talicha, Munclingera, Ars Redidive i drugih čeških glazbenika, darovao je Češkom glazbenom muzeju.

## Vanjske poveznice
- (engl.) František Sláma - arhiv  Arhivirana inačica izvorne stranice od 27. veljače 2018. (Wayback Machine)
- (engl.) Ars Rediviva - diskografija  Arhivirana inačica izvorne stranice od 4. ožujka 2016. (Wayback Machine)
- (češ.) Češki radio: František Sláma - zvućni zapisi  Arhivirana inačica izvorne stranice od 9. lipnja 2020. (Wayback Machine)
- (češ.) Češki radio: Ars Rediviva - snimke  Arhivirana inačica izvorne stranice od 18. srpnja 2011. (Wayback Machine)
- (engl.) WorldCat Libraries  Arhivirana inačica izvorne stranice od 18. veljače 2021. (Wayback Machine)